# Каменец Подолски
Каменец Подолски или Камянец Подилски (на украински: Кам’янець-Подільський; на руски: Каменец-Подольский; на полски: Kamieniec Podolski) е град на областно подчинение в Западна Украйна, Хмелницка област, административен център на Каменец-Подолски район.
Намира се на река Смотрич, северозападно от Чернивци. По последни данни населението на града е 99 068 души.
Той е бивш административен център на Хмелницка област до 1941 г., когато административният център на областта е преместен в град Хмелницки.

## История
Много историци смятат, че на това място е имало град, основан от древните даки, които са живели на днешната територия на Румъния, Република Молдова и частично на тази на Украйна. Градът би бил наречен Петридава или Клепидава, термини, които идват от гръцката petra или латинското lapis, и двете означаващи камък, и от наставката dac dava, което означаваше крепост.
След Бучачския договор от 1672 г. Камянец-Подолски за кратко е част от Османската империя и столица на еялет Подоля.
Гладоморът от 1932-1933 г., ужасно престъпление на тоталитарната система, не подминава града.
От 24 август 1991 г. Камянец-Подолски е част от независима Украйна и е важен икономически, културен, образователен и туристически център на държавата.

## Забележителности
- Стар град
- Катедрала „Александър Невски“
- Градски замък
- Арменски бастион
- Турски бастион
- Арменски пазар

## Личности
Родени в Каменец Подолски
- Микола Бажан (1904 – 1983) – украински поет и преводач
- Морис Збрижер (1896 – 1981) – музикант
- Владимир Капличний (1944 – 2004) – съветски футболист
- Давид Гюнцбург (1857 – 1910) – ориеналист и еврейски лидер
- Зви Скулър (1899 – 1985) – актьор
- Леонид Щейн (1934 – 1973) – шахматист, гросмайстор
- Николай Чеботарьов (1894 – 1947) – математик
- Алесандър Михаловски (1851 – 1938) – музикант
- Михаил Велер (1948– ) – писател

Починали в Каменец Подолски
- Михал Володьовски – исторически прототип на герой от „Трилогията“ на Хенрик Сенкевич

Живели в Каменец Подолски
- Станислав Конецполски (1591 – 1646) – благородник
- Фердинанд Осендовски (1876 – 1945) – писател
- Симон Околски (1580 – 1653) – историк и теолог
- Хосе Антонио Саравия (1785 – 1871) – генерал

## Побратимени градове
- Полша: Тарговек, Краков, Глогов, Пшемишъл, Калиш, Санок, Гнев, Заверче
- Армения: Ечмиядзин
- Литва: Укмерге
- Молдова: Единец
- Румъния: Залъу
- Словакия: Долни Кубин
- Италия: Понте Ламбро
- България: Тутракан

## Фотогалерия
- Крепост
- Нощен изглед към замъка, 2008 г.
- Скулптура на Богородица, църква
- Улица в стария квартал на града
- Портата на Стефан Батори
- Каньона при река Смотрич
- Парк при старата част на града
- Музей
- Арт обект "Обичам Камянец-Подилски"
- Старият град
- Здвиженска църква в Карвасари
- Видео